# غلي بلاغ السفلي (أنجيرلو)
غلي بلاغ السفلی (بالفارسية: گلی بلاغ سفلی) هي منطقة سكنية تقع في إيران في قسم أنجیرلو الريفي. يقدر عدد سكانها بـ 52 نسمة .